# Opmeeden
Opmeeden, vroeger ook Opmieden, is een gehucht in de gemeente  Eemsdelta in het noorden van de provincie Groningen. Het bestaat uit een enkele boerderijen even ten zuiden van Meedhuizen. De naam betekent "op de meeden" en verwijst naar hogerop gelegen hooilanden of meeden. Onder Meedhuizen lag rond 1800 eveneens een buurtje dat Bovenmeden werd genoemd.
Opmeeden behoorde, net als Eelshuis en eerder ook Wilderhof (en vermoedelijk boerderij Grashuis), tot de bezittingen van de commanderij Oosterwierum te Heveskes. In 1540 had het klooster nog drie boerderijen met zo'n 80 hectare land in Meedhuizen. De boerderijen waren later eigendom van de Provincie Groningen, die ze in de 18e eeuw verkocht. In de kerkboeken van Meedhuizen wordt Opmeeden voor het eerst vermeld in 1717. Het gehucht behoorde tot de Meedhuizerpolder (1795).
Groningen: Steden en dorpen      Nederland: Provincies · Gemeenten